# Heinrich zu Sayn-Wittgenstein

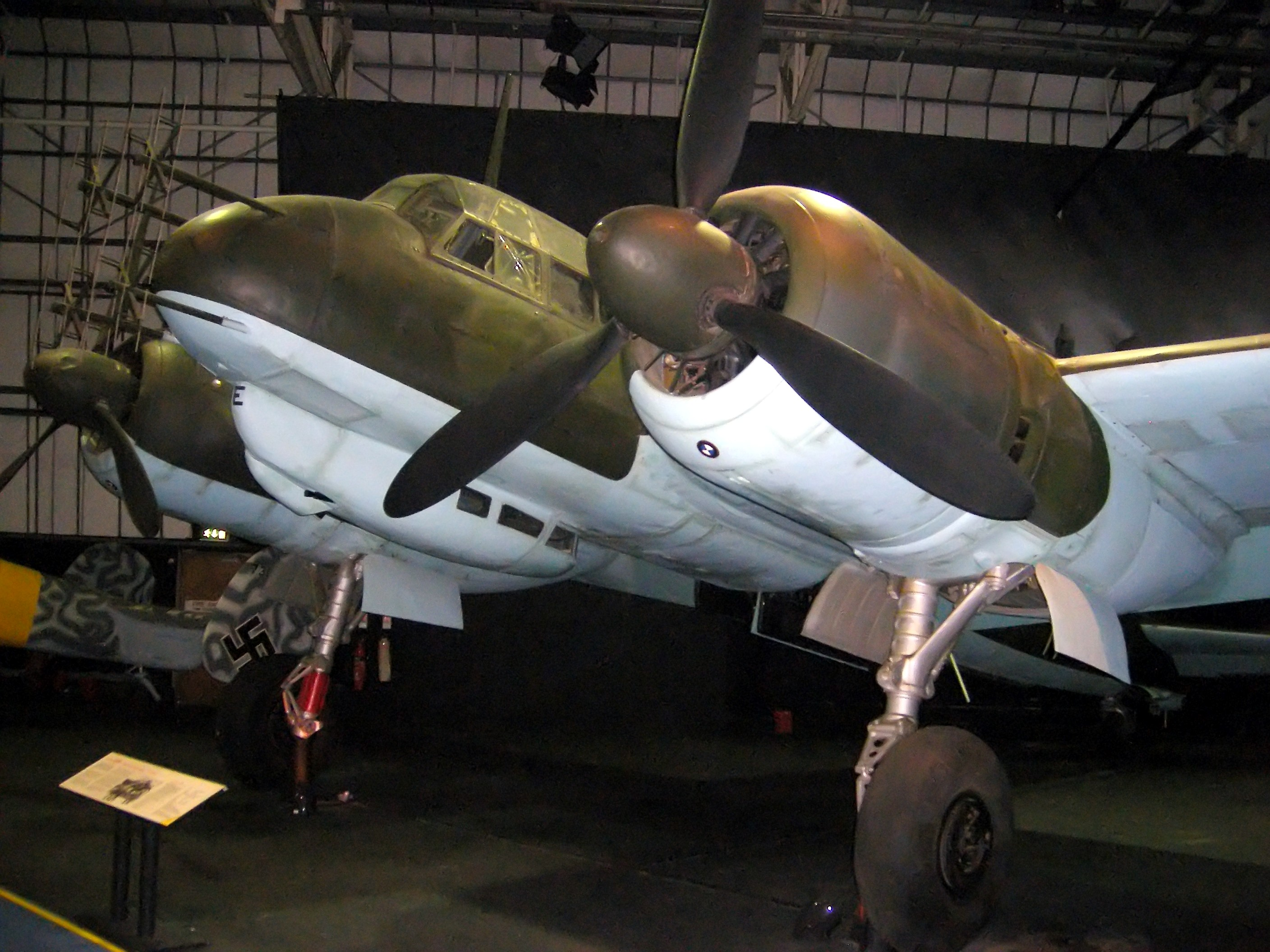
Een Junkers Ju 88 nachtjager

Heinrich Alexander Ludwig Peter Prinz zu Sayn-Wittgenstein (Kopenhagen, 14 augustus 1916 – Schönhausen, 21 januari 1944) was een Duitse gevechtspiloot in de Tweede Wereldoorlog. Hij gold als de beste nachtjager van de Luftwaffe.
Alle overwinningen van Wittgenstein werden behaald op RAF-bommenwerpers die 's nachts de Duitse steden en industriegebieden bombardeerden. Nachtvliegen stond bekend als zeer gevaarlijk en erg moeilijk. De aantallen overwinningen van nachtjagers waren dan ook aanzienlijk lager dan die van dagjagers.

## Jeugd
Heinrich Prins zu Sayn-Wittgenstein was een zoon van Gustav Alexander Prins zu Sayn-Wittgenstein (1880-1953) en Walburga Baroness von Friesen (1885-1970). Zijn vader kocht een vliegtuig voor hem toen hij zijn interesse in vliegen had getoond. Heinrich werd geweigerd toen hij zich aanmeldde bij de Luftwaffe, maar hij werd geaccepteerd toen hij zich in 1940 na de Battle of Britain opnieuw aanmeldde.

## De oorlog
Zu Sayn-Wittgenstein kreeg de beschikking over een nieuw toestel: een zwart geschilderde Junkers Ju 88. Dit tweemotorige vliegtuig dat door vier man bediend werd, was het ideale toestel voor de nachtjacht.
Vanaf januari 1941 vloog Zu Sayn-Wittgenstein met zijn zwart-geschilderde Ju 88 boven de Duitse steden. Hij haalde op 17 januari zijn eerste toestel neer. Vanaf dat moment raakte zijn carrière in een stroomversnelling.
Zu Sayn-Wittgenstein paste vaak eenzelfde tactiek toe: hij vloog tot heel dicht bij de Britse eskaders en viel de bommenwerpers vlak van onderen aan. Doordat de Ju 88 helemaal zwart was en het geluid van Britse vliegtuigen het motorgeluid van Zu Sayn-Wittgensteins toestel overstemde, waren ze vaak volkomen verrast. Op slechts enkele meters van de Britse bommenwerpers schoot Zu Sayn-Wittgenstein enkele kogels van het snelvuurkanon in het bommenruim van de bommenwerper. De bommen die aan boord waren, ontploften dan zodat de Britse bommenwerper in stukken uiteen spatte. Deze tactiek was erg gevaarlijk omdat Zu Sayn-Wittgenstein door het slechte zicht bijna zelf op de vliegtuigen dreigde te botsen en omdat de explosie van de bommenwerpers hem dreigde te raken.
Desondanks wist Zu Sayn-Wittgenstein in totaal 83 bommenwerpers te vernietigen. Bij zijn 50e vernietiging kreeg hij uit handen van Adolf Hitler het Ridderkruis van het IJzeren Kruis. Postuum ontving hij er de zwaarden en het eikenloof bij. Zu Sayn-Wittgenstein is de enige persoon die deze onderscheiding kreeg terwijl hij niet 100% Duits was. Hierna kreeg Wittgenstein een nieuw soort radar op zijn vliegtuig. Hiermee kon hij de Britse bommenwerper al van ver zien aankomen. Met radar haalde Prins Heinrich nog eens 37 bommenwerpers neer.

## Wittgensteins dood
Zu Sayn-Wittgenstein raakte in januari 1944 betrokken in een groot luchtgevecht met vier bommenwerpers. Hij schoot eerst twee toestellen neer, waarna er aan boord van zijn toestel plotseling een hevige explosie in de linker motor plaatsvond. Wittgenstein gaf bevel aan de overige bemanningsleden het toestel per parachute te verlaten. Zelf zou hij nog de twee andere bommenwerpers neerhalen, waarna hij zou proberen om met de zwaar beschadigde Ju 88 te landen op het dichtstbijzijnde vliegveld.
Zu Sayn-Wittgenstein vloog alleen naar de twee bommenwerpers toe en haalde ze alle twee neer. Op de terugweg brak er echter brand uit in de benzinetank van de linkermotor. Zijn toestel explodeerde en brak in tweeën. Niemand weet precies hoe de explosie in de linker motor heeft plaats kunnen vinden, maar men denkt dat Duits luchtafweergeschut per ongeluk Zu Sayn-Wittgensteins toestel aanzag voor een Engels vliegtuig en op hem schoot.

## Militaire loopbaan
- Kameradschaftsführer: 15 januari 1933
- Fähnrich: 1936[4]
- Oberfähnrich: 1937[4]
- Leutnant: juni 1938[4]
- Oberleutenant: 1939[4]
- Hauptmann: 1941[4]
- Major: 1944[4]

## Decoraties
- Ridderkruis van het IJzeren Kruis op 7 oktober 1942 als Hauptmann en Staffelkapitän 9. / Nachtjagdgeschwader 2[4][5][6][7][8]
- Ridderkruis van het IJzeren Kruis met Eikenloof (nr.290) op 31 augustus 1943 als Hauptmann en Kommandeur 1. / Nachtjagdgeschwader 100[4][5][9]
- Ridderkruis van het IJzeren Kruis met Eikenloof en Zwaarden (nr.44) op 23 januari 1944 als Major en Kommodore Nachtjagdgeschwader 2 (Postuum)[4][5][8][8][10]
- Duitse Kruis in goud op 21 augustus 1942 als Oberleutnant in de 6. / Nachtjagdgeschwader 2[2][4][5][11]
- IJzeren Kruis 1939, 1e Klasse (23 januari 1944)[2][4][5][12] en 2e Klasse[2][4][5][12]
- Ehrenpokal für besondere Leistung im Luftkrieg op 15 september 1941[2][4][13]
- Gezamenlijke Piloot-Observatiebadge[14]
- Gewondeninsigne 1939 in zilver[4] en zwart[14][15]
- Gesp voor Gevechtsvluchten aan het Front voor bommenwerpers in goud[4][14][15]
- Gesp voor Gevechtsvluchten aan het Front voor nachtjagers in goud[4][14][15]
- Dienstonderscheiding van Leger en Marine (Duitsland) voor (4 dienstjaren)[4]
- Hij werd genoemd in het Wehrmachtsbericht. Dat gebeurde op 25 januari 1944[4]